# Краснолуцький
Краснолуцький — селище в Україні, в Хрустальненській міській громаді Ровеньківського району Луганської області. Населення становить 576 осіб. Орган місцевого самоврядування — Краснолуцька сільська рада.

## Населення
За даними перепису 2001 року населення селища становило 576 осіб, з них 15,97% зазначили рідною українську мову, 80,73% — російську, а 3,3% — іншу.